# 搖曳露營△ (動畫)
《搖曳露營△》是Afro創作的同名漫畫系列的電視動畫。

## 概要
於《Manga Time Kirara Forward》2017年3月號宣佈製作電視動畫，2018年1月4日至3月22日播出。2018年10月7日的官方活動「秘密結社BLANKET 入團說明會 2018 Autumn」發表了續作短篇動畫《房間露營△》和電視動畫第2期及電影版決定製作的消息。《房間露營△》於2020年1月起至3月播放。《搖曳露營△ 第2季》於2021年1月起至4月播放。動畫電影《電影版 搖曳露營△》於2022年7月1日上映。《搖曳露營△ 第3季》於2024年4月起至6月播放。2024年11月9日宣佈製作第4期。

## 登場人物
- 各務原撫子：花守由美里[14]
- 志摩凜：東山奈央[14]
- 大垣千明：原紗友里[14]
- 犬山葵：豐崎愛生[14]
- 齊藤惠那：高橋李依[14]
- 鳥羽美波：伊藤靜[15]
- 各務原櫻：井上麻里奈[14]
- 土岐綾乃:  黑澤朋世[16]
- 犬山明：松田利冴[16]
- 瑞浪絵真：指出毬亜[16]
- 中津川芽衣：天野心爱[16]

## 製作人員
- 原作：Afro（芳文社《Manga Time Kirara Forward》連載）
- 導演：京極義昭，第三季為登坂 晋
- 系列構成：田中仁，第三季為杉浦理史
- 人物設計／總作畫監督：佐佐木睦美 (動畫師)|佐佐木睦美，第三季為橋本尚典
- 道具設計／道具作畫監督：山岡奈保子，第三季為豊田暁子，興津香織
- 機械作畫監督：丸尾一
- 機械設計：遠藤大輔，第三季為稲田 航
- 美術監督：海野よしみ，第三季為権瓶岳斗
- 色彩設計：水野多惠子，第三季為長谷川美穂
- 攝影監督：田中博章，第三季為小川克人
- 3DCG：平川典史
- 編輯：黑澤雅之，第三季為神宮司由美
- 音響監督：高寺雄
- 音樂：立山秋航（日语：立山秋航）
- 音樂製作：MAGES.（日语：MAGES.）
- 音樂製作人：村上純（日语：村上純 (音楽家)）
- 動畫製作：C-Station，第三季為エイトビット
- 製作：野外活動同好會

## 主題曲
第一季
片頭曲「SHINY DAYS」（第1話 - 第8話、第10話、第12話）
作詞：永塚健登，作曲：新田目翔，編曲：悠木真一，主唱：亞咲花
△第9話以插曲方式所使用。第11話以BGM方式所使用。
片尾曲（第1話 - 第12話）
作詞、主唱：佐佐木惠梨，作曲、編曲：佐佐木惠梨、
△第3話以插曲方式所使用。
第二季
片頭曲「Seize The Day」
作詞、作曲：永塚健登，編曲：立山秋航，主唱：亞咲花
片尾曲
作詞：佐佐木惠梨，作曲、編曲：佐佐木惠梨、中村廣，主唱：佐佐木惠梨
插入曲「在這個地方」（第7話）
作詞：亞咲花，作曲、編曲：立山秋航，主唱：屋內活動同好會（亞咲花）
房間露營
片尾曲「The Sunshower」
作詞、作曲：佐佐木惠梨，編曲：中村宏，主唱：亞咲花
第三季
片頭曲
主唱：，作詞：、久下真音，作曲、編曲：久下真音
片尾曲
主唱：亞咲花，作詞：佐佐木惠梨，作曲、編曲：佐佐木惠梨、

## 各話列表

### 第1季
| 第1話  |  | 田中仁   | 京極義昭          | 京極義昭 | 佐佐木睦美                                       | 2018年 1月4日 | 第1話 「房間露營△」：放學後1~2          |
| 第2話  |  | 田中仁   | 京極義昭 金子伸吾 | 金子伸吾 | 堤谷典子                                         | 1月11日       | 第2~3話 「房間露營△」：放學後3          |
| 第3話  |  | 田中仁   | 山崎雄太          | 岩崎太郎 | 青野厚司                                         | 1月18日       | 第4~5話 原作第5話附錄內容               |
| 第4話  |  | 伊藤睦美 | 田村正文          | 則座誠   | 關口雅浩                                         | 1月25日       | 第5~6話 「房間露營△」：放學後7          |
| 第5話  |  | 伊藤睦美 | 京極義昭          | 鐮仲史陽 | 大島美和 堤谷典子                                | 2月1日        | 第7~8話 「房間露營△」：放學後21         |
| 第6話  |  | 田中仁   | 鎌仲史陽          | 長濱亘彥 | 竹島照子                                         | 2月8日        | 第9~10話 「房間露營△」：放學後9         |
| 第7話  |  | 田中仁   | 山崎雄太          | 山崎雄太 | 大島美和 堤谷典子 星野守 佐佐木睦美              | 2月15日       | 第11~12話 「房間露營△」：放學後18       |
| 第8話  |  | 伊藤睦美 | 寺東克己          | 矢花馨   | 吉田肇 小川浩司 坪田慎太郎 千葉孝幸              | 2月22日       | 第13~14話                               |
| 第9話  |  | 田中仁   | 黑澤雅之          | 長濱亘彥 | 堤谷典子 大島美和 岩男貴志                       | 3月1日        | 第15話~17話前半 「房間露營△」：放學後19 |
| 第10話 |  | 伊藤睦美 | 山崎雄太          | 山崎雄太 | 島田英明 谷口義明 小田多惠子 津野滿代            | 3月8日        | 第17話後半~19話 「犬犬犬子同學」：1~2   |
| 第11話 |  | 田中仁   | 金子伸吾          | 高野彌生 | 石川獎士 香田知樹 高野由香里 二松真理 松本真美子 | 3月15日       | 第20~22話                               |
| 第12話 |  | 田中仁   | 京極義昭          | 京極義昭 | 大島美和 堤谷典子 佐佐木睦美                     | 3月22日       | 第23話 「房間露營△」：放學後24          |

### 第2季
| 第1話  |          | 田中仁   | 京極義昭          | 京極義昭          | 山下喜光 遠藤大輔 近藤律子                                                         | 佐佐木睦美            | 2021年 1月7日 |
| 第2話  |          | 田中仁   | 金子伸吾          | 金子伸吾          | 渡邊亞彩美 遠藤大輔 大島美和                                                       | 佐佐木睦美            | 1月14日       |
| 第3話  |          | 田中仁   | 京極義昭          | 岩崎太郎          | 渡邊亞彩美 遠藤大輔 近藤律子                                                       | 佐佐木睦美            | 1月21日       |
| 第4話  |          | 田中仁   | 黑澤雅之          | 鈴木薰            | 竹本未希                                                                           | 佐佐木睦美            | 1月28日       |
| 第5話  |          | 伊藤睦美 | 神保昌登 廣富麻由 | 神保昌登          | 山下喜光 北島勇樹                                                                  | 佐佐木睦美            | 2月4日        |
| 第6話  |          | 伊藤睦美 | 神保昌登 廣富麻由 | 長濱亘彥          | 渡邊亞彩美 堤谷典子 北島勇樹 遠藤大輔                                              | 佐佐木睦美 渡邊亞彩美 | 2月11日       |
| 第7話  |          | 田中仁   | 黑澤雅之          | 鈴木薰            | 竹本未希 田中織枝                                                                  | 佐佐木睦美 渡邊亞彩美 | 2月18日       |
| 第8話  |          | 田中仁   | 金子伸吾          | 相澤伽月          | 近藤律子 北島勇樹 堤谷典子 遠藤大輔                                                | 佐佐木睦美 渡邊亞彩美 | 2月25日       |
| 第9話  |          | 田中仁   | 京極義昭          | 長濱亘彥          | 山下喜光 北島勇樹 塚越修平 會澤佳奈                                                | 佐佐木睦美 渡邊亞彩美 | 3月4日        |
| 第10話 |          | 伊藤睦美 | 岩崎太郎          | 岩崎太郎          | 近藤律子 遠藤大輔 渡邊亞彩美 北島勇樹 堤谷典子 會澤佳奈                            | 佐佐木睦美 渡邊亞彩美 | 3月11日       |
| 第11話 |          | 伊藤睦美 | 田村正文          | 高野彌生          | 小園菜穗 北島勇樹 水竹修治 耳浦朋彰 石川奨士                                       | 佐佐木睦美 渡邊亞彩美 | 3月18日       |
| 第12話 |          | 田中仁   | 葛谷直行 金子伸吾 | 金子伸吾          | 山下喜光 遠藤大輔 會澤佳奈 北島勇樹 山吉一幸 佐藤香織 近藤律子 塚越修平 渡邊亞彩美 | 佐佐木睦美 渡邊亞彩美 | 3月25日       |
| 第13話 | 我回來了 | 田中仁   | 浅野景利 京極義昭 | 浅野景利 京極義昭 | 近藤律子 遠藤大輔 渡邊亞彩美 會澤佳奈 堤谷典子 井本美穗 塚越修平 山下喜光 北島勇樹 | 佐佐木睦美            | 4月1日        |

### 第3季
| 第1話  |              | 皮埃爾杉浦            | 登坂晉 小島正士   | 登坂晉                           | 富岡隆司 大野勉 佐藤弘明                                                      | 豐田曉子 松尾真彥          | 2024年 4月4日 |
| 第2話  |              |                       | 登坂晉 小島正士   | 鹿岛典男                         | 大野勉 天野達也 吉田弘美 森川侑纪 江涌 盖春垚 黄志龙                          | 濑川健寿                   | 4月11日       |
| 第3話  |              | 皮埃爾杉浦            | 小島正士          | 島亞里紗 井之川慎太郎 本田遼太郎 | 北島勇樹 石山直美 吉田隆太 向川原憲 A-NIN 竹內亮 赤尾良太郎 大野薰乃 日影工房 | 豐田曉子 松尾真彥 濑川健寿 | 4月18日       |
| 第4話  |              | 皮埃爾杉浦            | 小島正士          | 堀内直树                         | 吉田弘美 森川侑纪 江涌 盖春垚 叶增尧                                          |                            | 4月25日       |
| 第5話  |              |                       | 小島正士          | 鹿島典男                         | 富岡隆司 入江篤 日影工房                                                      | 松尾真彦                   | 5月2日        |
| 第6話  |              | 日下部智津子 小島正士 | 永野孝明          | 吉田巧介 福永純一 竹中大貴       |                                                                               | 5月9日                     |               |
| 第7話  |              | 皮埃爾杉浦            | 小島正士          | 長濱亘彥                         | 北島勇樹 吉田隆太 大野勉 深川龍一 RadPlus                                     | 豐田曉子 松尾真彥          | 5月16日       |
| 第8話  |              | 鈴森由美              | 小島正士          | 鈴木拓磨                         | 北島勇樹 KAGO 柏木彩花 車車人 蔡泓鏗                                          | -                          | 5月23日       |
| 第9話  |              |                       | 室谷靖            | 徐傳峰                           | 林由香 濱平蒼生 高橋尚千 岸寬毅 田凱麗 鈴木FALCO 蔡鴻達                       | 丸                         | 5月30日       |
| 第10話 |              | 皮埃爾杉浦            | 宗村真彩 新田千尋 | 小坂春女                         | 山中純子                                                                      | -                          | 6月6日        |
| 第11話 | 回憶中的風景 | 鈴森由美              | 奧山潔 新田千尋   | 杉本研太郎                       | 佐藤弘明 森田雄史 吉田隆太 李少雷                                             | 豐田曉子 松尾真彥 丸       | 6月13日       |
| 第12話 |              | 皮埃爾杉浦            |                   | 登坂晉                           | 北島勇樹 佐藤弘明 大野勉 吉田隆太 森田雄史 竹內明 Seed 李少雷                 | 豐田曉子 松尾真彥          | 6月20日       |

### 短篇動畫
| 第1話           | 鮪魚罐頭之謎           | 伊藤睦美 | 神保昌登      | 神保昌登 | 山下喜光   | 2020年 1月6日 |
| 第2話           | 好多富士山             | 伊藤睦美 | 神保昌登      | 神保昌登 | 山下喜光   | 1月13日       |
| 第3話           | 飛馳！河口湖拉力賽     | 伊藤睦美 | 神保昌登      | 神保昌登 | 山下喜光   | 1月20日       |
| 第4話           | 某一天的志摩凜         | 伊藤睦美 | 神保昌登      | 神保昌登 | 塚越修平   | 1月27日       |
| 第5話           | 真說·哢嚓哢嚓山        | 伊藤睦美 | 神保昌登      | 神保昌登 | 近藤律子   | 2月3日        |
| 第6話           | 那時的兩人             | 伊藤睦美 | 神保昌登      | 神保昌登 | 近藤律子   | 2月10日       |
| 第7話           | 馎饦烹調大作戰         | 伊藤睦美 | 神保昌登 藤木 | 神保昌登 | 山下喜光   | 2月17日       |
| 第8話           | 跨越世界的編故事       | 伊藤睦美 | 神保昌登 藤木 | 神保昌登 | 山下喜光   | 2月24日       |
| 第9話           | 靜梨之亂II             | 伊藤睦美 | 神保昌登 藤木 | 神保昌登 | 山下喜光   | 3月2日        |
| 第10話          | 恐怖的冰洞             | 伊藤睦美 | 神保昌登 藤木 | 神保昌登 | 近藤律子   | 3月9日        |
| 第11話          | 旅程結束               | 伊藤睦美 | 神保昌登 藤木 | 神保昌登 | 近藤律子   | 3月16日       |
| 第12話          | 房間露營               | 伊藤睦美 | 神保昌登 藤木 | 神保昌登 | 遠藤大輔   | 3月23日       |
| SPECIAL EPISODE | 桑拿、吃飯和三輪電單車 | 田中仁   | 京極義昭      | 京極義昭 | 佐佐木睦美 | 4月29日       |

### 映像特典
收錄在BD&DVD的短篇動畫，亦同時上架部分串流平台。

#### 第1期
| 卷數 | 標題              | 劇本     | 分鏡     | 演出     | 作畫監督          | 內容                           |
| ---- | ----------------- | -------- | -------- | -------- | ----------------- | ------------------------------ |
| 1    | 房間露營△episode0 | 伊藤睦美 | 小松達彥 | 小松達彥 | 谷口義明 伊礼繪里 | 五分鐘的原創動畫               |
| 2    | 吹牛露營△         | 伊藤睦美 | 山崎雄太 | 星野美鈴 | 森悦史 青木真理子 | 「犬犬犬子同學」＋部分原創動畫 |
| 3    | 生存露營△         | 伊藤睦美 | 小松達彥 | 京極義昭 | 佐佐木睦美        | 十二分鐘的原創動畫             |

#### 第2期
| 卷數 | 標題           | 劇本     | 分鏡   | 演出     | 作畫監督   |
| ---- | -------------- | -------- | ------ | -------- | ---------- |
| 2    | 神秘露營       | 伊藤睦美 | 奏未来 | 相澤伽月 | 佐佐木睦美 |
| 3    | 旅行中的志摩凜 | 伊藤睦美 | 奏未来 | 相澤伽月 | 佐佐木睦美 |

#### 第3期
| 卷數 | 標題     | 劇本   | 分鏡            | 演出     | 作畫監督        | 總作畫監督        | 首播日期 |
| ---- | -------- | ------ | --------------- | -------- | --------------- | ----------------- | -------- |
| 1    |          |        | 奧山潔 新田千尋 | 北村將   | 入江篤 吉田隆太 | 豐田曉子 松尾真彥 | 6月26日  |
| 2    | 雨天露營 | 登坂晉 | 奧山潔 新田千尋 | 北島勇樹 | 豐田曉子        | 8月28日           |          |
| 3    |          | 登坂晉 | 山本茶茶        | 富岡隆司 | 松尾真彥        | 10月23日          |          |

## 播放電視台
日本深夜動畫：下文記載的日本国内播放時間使用日本標準時間（UTC+9）表示。因為部分時間标识會採用30小时制，因此請留意这类超过24:00的时间，其實際播放時間為翌日清晨。
| 播放日期                | 播放時間（UTC+9）                   | 播放電視台 | 播放區域 | 備註                    |
| ----------------------- | ----------------------------------- | ---------- | -------- | ----------------------- |
| 2018年1月4日 - 3月22日  | 星期四 23:00 - 23:30 （星期四晚上） | AT-X       | 日本全國 | CS放送 / AT-X有重播節目 |
|                         | 星期四 23:30 - 24:00（星期四深夜）  | TOKYO MX   | 東京都   |                         |
|                         | 星期四 24:30 - 25:00（星期四深夜）  | SUN電視台  | 兵庫縣   |                         |
|                         | 星期四 25:00 - 25:30（星期四深夜）  | KBS京都    | 京都府   |                         |
|                         | 星期四 25:30 - 26:00（星期四深夜）  | BS11       | 日本全國 | BS放送 / 『ANIME+節目』 |
| 2018年4月28日 - 6月02日 | 星期六 25:00 - 26:00（星期六深夜）  | YBS        | 山梨縣   | 一次重播兩集            |

| 香港 翡翠台 星期日 10:30－11:00 · 2019年11月17日暫停播映                    | 香港 翡翠台 星期日 10:30－11:00 · 2019年11月17日暫停播映         | 香港 翡翠台 星期日 10:30－11:00 · 2019年11月17日暫停播映 |
| --------------------------------------------------------------------------- | ---------------------------------------------------------------- | -------------------------------------------------------- |
|                                                                             | LET'S CAMP! 露營少女 第1季 （2019年9月1日－2019年11月24日）      |                                                          |
| Kawaii木乃伊 （2019年6月9日－2019年8月25日）                                | 寵物大聯萌 重播 （2019年12月1日－2020年2月9日） 【動畫時段取消】 |                                                          |
| 香港 翡翠台 星期六 11:15－11:50 · 7月24日、7月31日、8月7日、10月9日暫停播映 |                                                                  |                                                          |
| 變身少女花啦啦 重播 （2020年12月12日－2021年7月3日）                        | LET'S CAMP! 露營少女 第1季，重播 （2021年7月10日－10月23日）     | 寶石寵物VII 重播 （2021年10月30日－2022年7月23日）       |
| 香港 J2 星期一至五 10:00－11:00                                             |                                                                  |                                                          |
| 工作細胞 重播 （2022年3月7日－3月15日）                                     | LET'S CAMP! 露營少女 第1季 （2022年3月16日－3月23日）            | 鋼之鍊金術師FA 重播 （2022年3月24日－4月27日）           |
| 香港 J2 星期六 13:00－13:30 · 2023年1月7日起 星期六 13:30－14:00            |                                                                  |                                                          |
| 街頭少女戰士 （2022年7月23日－11月5日）                                     | LET'S CAMP! 露營少女 第2季 （2022年11月12日－2023年2月4日）      | 關注關注組                                               |
| 香港 Hands Up Channel 每日 08:30－09:00                                     |                                                                  |                                                          |
| 排球少年IV                                                                  | LET'S CAMP! 露營少女 第2季 （2023年7月5日－7月16日）             | 櫻桃小丸子                                               |
| 香港 翡翠台 星期日 09:30－10:00                                             |                                                                  |                                                          |
| 橘色榮耀！                                                                  | LET'S CAMP! 露營少女 第2季 （2024年7月21日－10月13日）           | 奇妙的動物之海底探險隊                                   |
| 香港 翡翠台 星期日 10:30－11:00 · 2月2日暫停播映                            |                                                                  |                                                          |
| 問問Master Joe 重播                                                         | LET'S CAMP! 露營少女 第3季（含OVA） （2025年1月19日－4月20日）   | 追夢飛馳                                                 |

## BD&DVD
| 卷數     | 發行日期       | 收錄話數                       | 規格編號    | 規格編號    |
| 卷數     | 發行日期       | 收錄話數                       | BD          | DVD         |
| 第一季   | 第一季         | 第一季                         | 第一季      | 第一季      |
| -------- | -------------- | ------------------------------ | ----------- | ----------- |
| 1        | 2018年3月28日  | 第1話－第4話＋映像特典         | AMUANM-2700 | AMUANM-2701 |
| 2        | 2018年5月23日  | 第5話－第8話＋映像特典         | AMUANM-2704 | AMUANM-2705 |
| 3        | 2018年7月25日  | 第9話－第12話＋映像特典        | AMUANM-2708 | AMUANM-2709 |
| BD-BOX   | 2020年12月16日 | 本編全12話                     | AMUANM-2740 | -           |
| 第二季   |                |                                |             |             |
| 1        | 2021年3月24日  | 第1話－第4話                   | AMUANM-3411 | AMUANM-3412 |
| 2        | 2021年5月26日  | 第5話－第8話                   | AMUANM-3421 | AMUANM-3422 |
| 3        | 2021年7月28日  | 第9話－第13話                  | AMUANM-3431 | AMUANM-3432 |
| BD-BOX   | 2023年12月20日 | 本編全13話                     | AMU-ANM4910 | -           |
| 第三季   |                |                                |             |             |
| 1        | 2024年6月26日  | 第1話－第4話＋OVA1             | AMU-ANM4511 | AMU-ANM4512 |
| 2        | 2024年8月28日  | 第5話－第8話＋OVA2             | AMU-ANM4521 | AMU-ANM4522 |
| 3        | 2024年10月23日 | 第9話－第12話＋OVA3            | AMU-ANM4531 | AMU-ANM4532 |
| 房間露營 |                |                                |             |             |
| BOX      | 2020年5月27日  | 第1話－第12話＋SPECIAL EPISODE | AMUANM-3311 | AMUANM-3312 |

## 特別企劃
官方為恭喜原作動畫化而特別舉行，邀請到為各務原撫子配音的花守由美里，以她挑戰一日往返的單人露營為主題的企劃（期間由東山奈央擔當旁白）。
在YouTube平台上由11月至2月期間共放送了6話短版。標題取為「花守由美里 第一次的露營入門△」 。
- 「花守由美里 第一次的露營入門△」#１（放送日：2017／11／23）

簡介：邀請到插畫家兼露營顧問的こいしゆうか傳授關於女生在單人露營中需注意的要點。
- 「花守由美里 第一次的露營入門△」#2（放送日：2017／12／12）

簡介：前往位於甲板城東京海灘的戶外活動用品店——「WILD-1」裡挑選露營用品。
- 「花守由美里 第一次的露營入門△」#3（放送日：2018／01／02）

簡介：啟程去往位於靜岡縣富士宮市的露營場「富士山YMCA Global Eco Village」，正式開始單人露營。
- 「花守由美里 第一次的露營入門△」#4（放送日：2018／01／16）

簡介：開始了搭建帳篷，起營火等露營的前置作業。
- 「花守由美里 第一次的露營入門△」#5（放送日：2018／01／30）

簡介：製作了原作第4卷當中，用朱古力餅乾夾住烤過的棉花糖所做成的點心——「S'more」。
- 「花守由美里 第一次的露營入門△」#6（放送日：2018／02／13）

簡介：試著重現原作第1卷當中撫子所做的「擔擔餃子鍋」，最後以花守由美里的感想作結。

## 廣播節目
2018年5月24日，日本網路電台音泉決定於同年6月10日舉辦「房間露營△Talk Event」的公開錄音廣播活動，節目取名為「廣播露營△～搖曳露營△情報局～」。其後於活動內宣佈節目正式常規化，並由花守由美里擔任節目主持。

### 放送時間
- 音泉：由2018年7月12日開始放送，每月一次。

### 主持人
- 公開錄音時：花守由美里（各務原撫子 役）、原紗友里（大垣千明 役）
- 常規化後：花守由美里（各務原撫子 役）

### 來賓
- nico直播特別回（2018年7月15日）原紗友里[註 7]（大垣千明 役）
- 第00回（2018年6月10日）無來賓[註 8]
- 第01回（2018年7月12日）東山奈央（志摩凜 役）
- 第02回（2018年8月9日）高橋李依（齊藤惠那 役）
- 第03回（2018年9月20日）豐崎愛生（犬山葵 役）
- 第04回（2018年10月25日）原紗友里（大垣千明 役）
- 第05回（2018年11月8日）無來賓
- 第06回（2018年12月27日）無來賓

## 備註
1. ↑  官方雖表示亞洲除外，然實際上亞洲多數地區如香港、台灣等可直接觀看。
2. ↑  內容提及到的「ほらふき」意思可理解為「吹牛，講大話」，故此暫時採用「吹牛露營」這一翻譯。
3. ↑  標題的サバ指的是生存遊戲（サバイバルゲーム）的サバ，因此採用「生存露營」這一翻譯。
4. ↑  預計於BD&DVD內收錄完整版。
5. ↑  官方姓名採用平假名形式，並無漢字翻譯版。
6. ↑  基督教青年會所提供的青年住宿旅館。
7. ↑  以主持人身份。
8. ↑  該回為雙主持人。

1. ↑  支持澳門、台灣、東南亞、南亞、中亞與大洋洲部分共38個地區

## 外部連結
- 音泉 − 廣播露營△～搖曳露營△情報局～ （页面存档备份，存于）（日語）
- 電視動畫「搖曳露營△」官方入口網站（日語）
- 電視動畫「搖曳露營△」官方網站（日語）
- 電視動畫「搖曳露營△ SEASON２」官方網站（日語）